# 莫斯巴赫河 (伊薩爾河支流)
47°53′17″N 11°28′44″E / 47.888118°N 11.47886°E

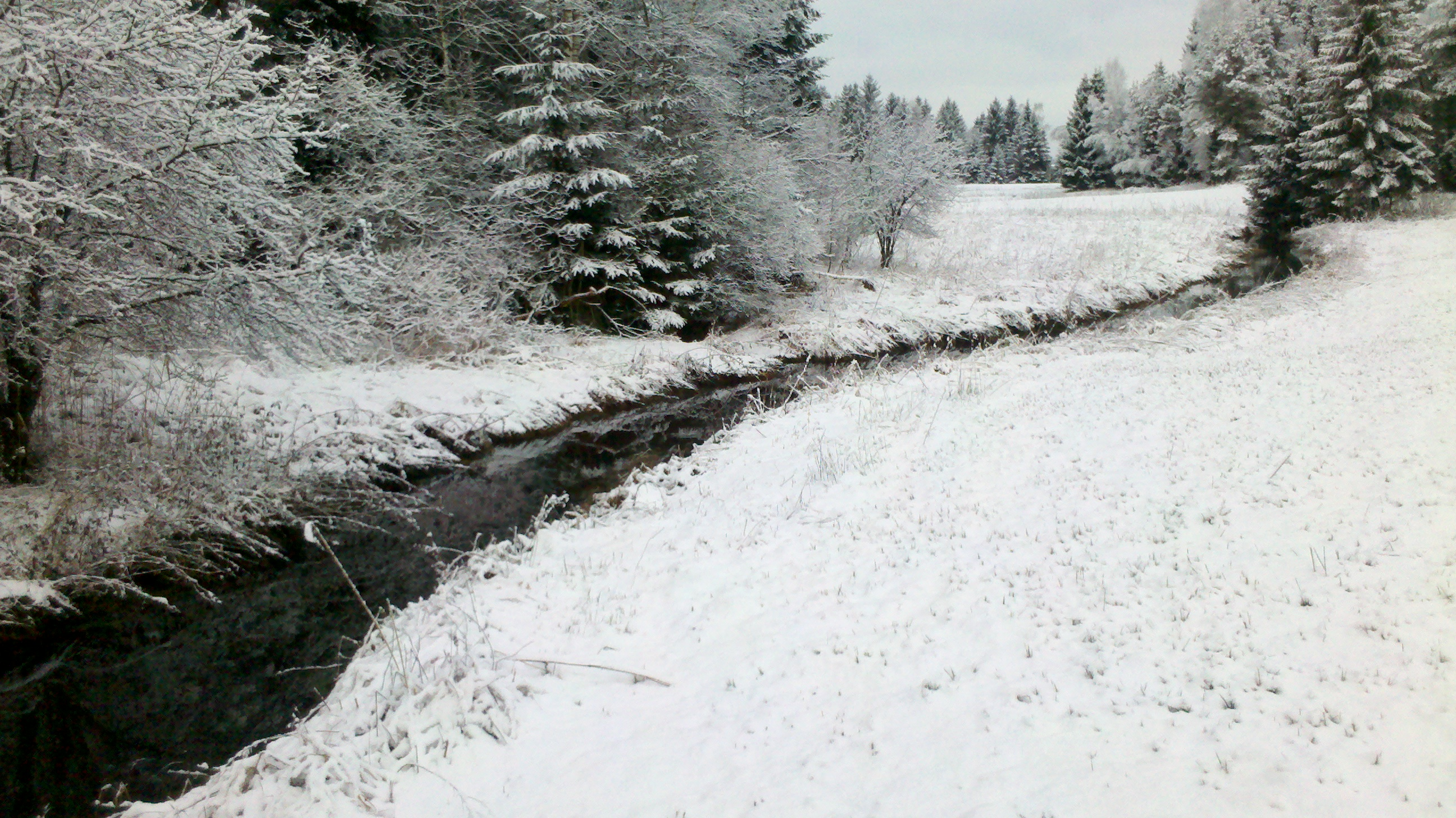

莫斯巴赫河（德語：Moosbach），是德國的河流，位於該國東南部，由巴伐利亞負責管轄，屬於伊薩爾河的右支流，河道全長10.8公里，發源自坦寧魏爾湖以東。